# Georg Heinrich Vogt
Georg Heinrich Vogt (* 14. Juni 1809 in Glan-Münchweiler; † 14. Dezember 1889 ebenda) war ein deutscher evangelisch-lutherischer Pfarrer und Abgeordneter des Bayerischen Landtags.

## Leben
Vogt wurde als Sohn eines Pfarrers geboren und besuchte das Gymnasium in Zweibrücken. Er studierte evangelische Theologie in Erlangen (1829–1832). Während seines Studiums wurde er 1829 Mitglied der Alten Erlanger Burschenschaft Germania. Aufgrund dieser verbotenen Mitgliedschaft wurde er als Sprecher 1832 von der Universität Erlangen mit 14 Tagen Karzer und einem Jahr Relegation bestraft, weshalb er an die Universität Heidelberg wechselte. Das Verfahren gegen ihn wegen Beteiligung am Frankfurter Wachensturm wurde 1835 eingestellt. Nach seinem Abschluss wurde er Vikar in Glan-Münchweiler und war dann Pfarrer in Theisbergstegen (1839–1847). Danach war er bis 1885 Pfarrer und Dekan in Glan-Münchweiler. Er war an der 1848er Revolution beteiligt und wurde 1850 für drei Monate suspendiert. Von 1863 bis 1869 war er Abgeordneter im Bayerischen Landtag für den Wahlbezirk Homburg-Kusel/Pfalz.